# Jessica Lynch
Pour les articles homonymes, voir Lynch.

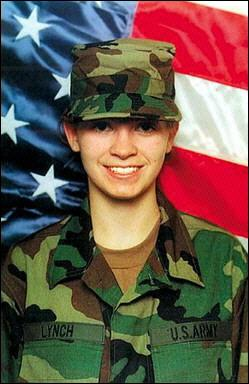
Photo non datée du soldat de première classe Jessica Lynch (photo du département de la Défense).

Jessica Dawn Lynch, née le 26 avril 1983 à Palestine (en), dans l'État de Virginie-Occidentale, est une institutrice américaine, ancien soldat de première classe de l'US Army, ayant servi dans la 507(th) Maintenance Company (507e compagnie de maintenance).
Le 23 mars 2003, lors de l'opération liberté irakienne, elle est gravement blessée et capturée par l'armée irakienne à la suite d'une embuscade du convoi dans lequel elle se trouve. Sa libération lors d'une opération militaire filmée le 1er avril amène une première polémique, l'armée américaine aurait su que les troupes irakiennes avaient évacué le secteur depuis plusieurs jours et aurait mis en scène cette opération de libération dans un but de propagande. Une nouvelle polémique surgit après l'enquête de journaux occidentaux : l'armée est accusée d'avoir menti sur le déroulement des événements pour créer une héroïne, l'armée déclara en effet dans un premier temps que Jessica Lynch avait combattu jusqu'à sa capture. Le 24 avril 2007, elle témoigne devant le Congrès ; elle affirme n'avoir jamais utilisé son arme et avoir perdu connaissance pendant les combats. Elle se réveille plus tard dans un hôpital irakien. Elle dénonce les mensonges des médias et de sa hiérarchie : « Ils auraient dû vérifier les faits avant de diffuser l'information ».

## Les faits
Le 23 mars 2003, Jessica Lynch est gravement blessée au cours d'une embuscade dans les environs de Nassiriya. Le Humvee dans lequel elle se trouve, en tête d'un convoi de l'armée américaine est atteint par une roquette tirée d'un lanceur de type RPG. Elle souffre de 3 fractures à la jambe gauche, de multiples fractures au pied droit, d'une fracture de disque dans le dos, d'un bras fracturé et de coupures au crâne. Onze soldats américains sont tués et Lynch et cinq autres soldats sont capturés. La meilleure amie de Lynch, Lori Piestewa qui conduisait le véhicule, est blessée à la tête et meurt dans le même hôpital où Lynch sera soignée. Piestewa est la première américaine native tuée en service pour l'armée américaine.
Transportée à l'hôpital de la ville par des soldats irakiens, Jessica Lynch est soignée par des médecins irakiens. Elle subit une opération grossière lors de laquelle son fémur est remplacé par une tige en métal. En juillet 2003, un médecin témoignera au journal El País : « Elle avait perdu beaucoup de sang, a raconté le docteur Saad Abdul Razak, et nous avons dû lui faire une transfusion. Heureusement des membres de ma famille ont le même groupe sanguin qu’elle : O positif. Et nous avons pu obtenir du sang en quantité suffisante. Son pouls battait à 140 quand elle est arrivée ici. Je pense que nous lui avons sauvé la vie. » .
L'US Army dressera un autre tableau : « Tombée dans une embuscade le 23 mars, elle avait résisté jusqu’à la fin, tirant sur ses attaquants jusqu’à épuiser ses munitions. Elle fut finalement blessée par balle, poignardée, ficelée et conduite dans un hôpital en territoire ennemi, à Nasiriyah. Là, elle fut battue et maltraitée par un officier irakien. »
L'hôpital de Nasiriyah contacte alors l'US Army pour organiser le transfert du soldat.
Le 30 mars, elle est transportée dans une ambulance irakienne à proximité des positions américaines, mais l'ambulance doit faire demi-tour, l'US Army ayant ouvert le feu.
Dans la nuit du 1er au 2 avril 2003, les commandos spéciaux, accompagnés d'hélicoptères et de la presse, prennent l'hôpital d'assaut, malgré l'absence de soldats ennemis. Le docteur Anmar Ouday raconte la scène à John Kampfner (en), journaliste à la BBC : « C’était comme dans un film de Hollywood. Il n’y avait aucun soldat irakien, mais les forces spéciales américaines faisaient usage de leurs armes. Ils tiraient à blanc et on entendait des explosions. Ils criaient : « Go ! Go ! Go ! ». L’attaque contre l’hôpital, c’était une sorte de show, ou un film d’action avec Sylvester Stallone ».
Le soir même, George W. Bush annonce à la nation, depuis la Maison-Blanche, la libération de Jessica Lynch. Huit jours plus tard, le Pentagone remet aux médias une bande vidéo tournée pendant l’opération.
Plus tard, des journalistes du Los Angeles Times, du Toronto Star, d’El País et de la chaîne BBC World se rendent à Nassiriya pour vérifier la version du Pentagone sur la libération de Jessica.
Leurs conclusions sont accablantes pour l'armée américaine :
- d'une part pour avoir prévu de filmer l'opération de libération, dont la préparation se trouva de ce fait être plus celle d'une opération de communication que d'un sauvetage ;
- pour avoir modifié l'histoire pour correspondre aux clichés héroïques : par exemple les soldats n'ont pas eu à se battre pour la libérer, puisque l'armée irakienne avait fui plusieurs jours avant, la laissant entre les mains de médecins plutôt pro-américains ;
- les commandos de l'opération étaient armés de balles à blancs, ce qui prouve l'intention délibérée de désinformation[4] ;
- les communiqués affirmaient qu'elle avait tiré jusqu'à sa dernière cartouche avant d'être capturée, alors que les journalistes qui ont enquêté affirment qu'elle ne s'est pas défendue. L'intéressée répond que son arme était enrayée.

## Suite de l'évènement
Jessica Lynch souffre du syndrome de stress post-traumatique et de dépression après l'évènement. Durant l'attaque, elle a eu les pieds écrasés. Elle subira plus de 22 opérations chirurgicales. En 2005, elle n'a toujours pas de sensations dans son pied gauche et marche avec une canne. Jusqu'en 2015, elle porte encore une attelle et des chaussures adaptées à la jambe gauche. Elle doit alors faire de nombreuses séances de rééducation et prendre huit médicaments par jour pour soigner des migraines et des douleurs névralgiques.
Après avoir quitté l'armée, Lynch obtient un diplôme en enseignement primaire et une maîtrise en communication. Elle est aujourd'hui professeur avec des horaires adaptés et donne des conférences de motivation en se basant sur son expérience.

## Vie personnelle
Jessica Lynch donne naissance à sa fille en 2007, qu'elle nomme Dakota Ann en hommage à son amie Lori Ann Piestewa décédée lors de l'attaque. Elle rend chaque année visite aux parents de celle-ci.

## Distinctions
- Purple Heart
- Prisoner of War Medal
- Bronze Star
- Army Service Ribbon